# Stanislaus Schanzer
Stanislaus Schanzer (28. listopadu 1859 Vídeň – 15. července 1927 Riegersburg) byl rakousko-uherský admirál. Jako absolvent námořní akademie sloužil u c. k. námořnictva od roku 1879, absolvoval několik zaoceánských cest, později působil v námořní administraci a v roce 1911 byl penzionován. V hodnosti kontradmirála (1913) byl za první světové války znovu povolán do aktivní služby a působil v námořní sekci na ministerstvu války. Po rozpadu monarchie zůstal aktivní ve veřejném životě jako člen různých organizací a spolků spojených s námořnictvem.

## Biografie

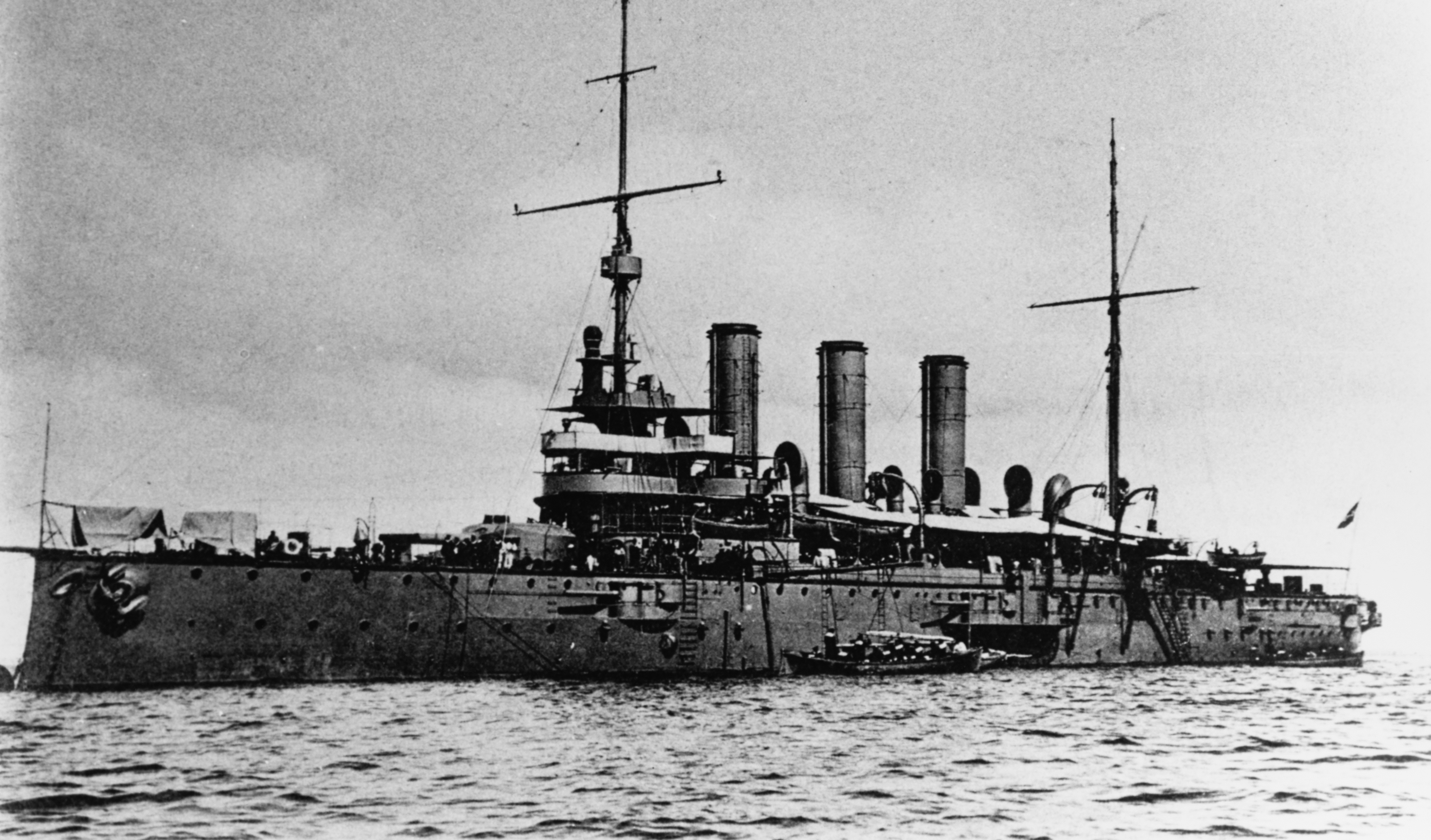
Křižník SMS Kaiser Karl VI., vlajková loď Stanislause Schanzera v roce 1909

Byl synem Stanislause Schanzera, úředníka na ministerstvu zeměbrany. Narodil se ve Vídni, ale dětství strávil v Haliči a absolvoval evangelickou reálku v Bílsku. V letech 1875–1879 studoval na C. k. námořní akademii v Rijece a v roce 1879 vstoupil k námořnictvu jako kadet. V letech 1879–1880 absolvoval cestu podél břehů Afriky, do jižní Ameriky, Karibiku a New Yorku na korvetě SMS Saida pod velením Johanna Pelzela. Poté vystřídal službu na různých lodích a v roce 1884 získal hodnost praporčíka. Působil mimo jiné u kartografického oddělení Hydrografického úřadu v Pule. Doplnil si vzdělání v technických oborech a postupoval v hodnostech (poručík II. třídy 1890, poručík I. třídy 1893).
Jako nižší důstojník cestoval po Středomoří na císařské jachtě SMS Miramar s císařovnou Alžbětou (1892–1893) a na jachtě SMS Greif s korunní princeznou Štěpánkou (1893). Sloužil také u jednotek námořní pěchoty a námořního arzenálu v Pule, znovu byl několikrát důstojníkem na jachtě SMS Miramar a také na admirálské jachtě SMS Pelikan, vlajkové lodi vrchního velitele námořnictva Maximiliana Daublebskyho. V letech 1898–1899 byl zaměstnán u operační kanceláře námořní sekce na ministerstvu války a poté znovu působil na Hydrografickém úřadu.
V hodnosti korvetního kapitána (1. listopadu 1901) byl prvním důstojníkem na bitevní lodi SMS Árpád a později velitelem křižníku SMS Leopard. Mezitím byl povýšen na fregatního kapitána (1. listopadu 1905). Mezitím sloužil znovu u námořní pěchoty v Pule a byl velitelem výcviku kadetů. V letech 1906–1908 byl přednostou technického a vojenského oddělení u námořní základny v Terstu. K datu 1. listopadu 1909 získal hodnost kapitána řadové lodi a byl velitelem křižníku SMS Kaiser Karl VI. Od ledna do prosince 1910 byl provizorním prezidentem Námořní technické kontrolní komise a poté bez bližšího zařazení přidělen k námořnímu sborovému velitelství v Pule.
K datu 1. dubna 1911 byl penzionován a mimo aktivní službu získal hodnost kontradmirála (29. července 1913). Za první světové války byl znovu povolán do aktivní služby a v rámci zvýšené zbrojní výroby byl přidělen k vedení rakouské pobočky německé firmy Siemens & Halske AG (červen 1915). V říjnu 1916 byl přidělen k vojenskému velitelství ve Vídni, následně působil v námořní sekci na ministerstvu války, kde setrval až do konce války v říjnu 1918. Mezitím se začal angažovat také ve vedení Rakouské společnosti pro podporu lodní dopravy (Österreichischer Flottenverein), kde od roku 1917 zastával funkci viceprezidenta. Po rozpadu monarchie v roce 1918 se tato společnost transformovala do podoby Rakouského námořního spolku (Österreichischer Marineverbandes) a Schanzer se podílel na uplatnění penzionovaných důstojníků zaniklého c. k. námořnictva v zahraničí.
Zemřel v Riegersburgu ve Štýrsku 15. července 1927 ve věku 67 let, pohřben byl na hřbitově v Dornbachu.
Jeho sestra Marie (1857–1941) se v roce 1882 provdala za německého dirigenta a hudebního skladatele Hanse von Bülowa (1830–1894). Prosadila se jako divadelní a později i filmová herečka, za první světové války se angažovala v charitě. Ovdověla v 37 letech, ale do smrti udržovala ve veřejném povědomí odkaz svého manžela, který byl poprvé ženatý s Cosimou Wagnerovou, dcerou Ference Liszta a později manželkou Richarda Wagnera.
Od roku 1904 byl ženatý s Olgou Lüdersovou, dcerou obchodníka a majitele realit v Terstu, manželství zůstalo bezdětné.

## Řády a vyznamenání
Během služby u námořnictva získal několik ocenění v Rakousku-Uhersku i v zahraničí.
- Válečná medaile (1885)
- Jubilejní pamětní medaile (1898)
- Služební odznak pro důstojníky III. třídy (1904)
- Vojenský jubilejní kříž (1908)
- Řád železné koruny III. třídy (1911)
- Vojenský záslužný kříž (1917)
- Vojenská záslužná medaile (1917)

- důstojnický kříž Řádu italské koruny (1893, Itálie)